# Taula d'escacs

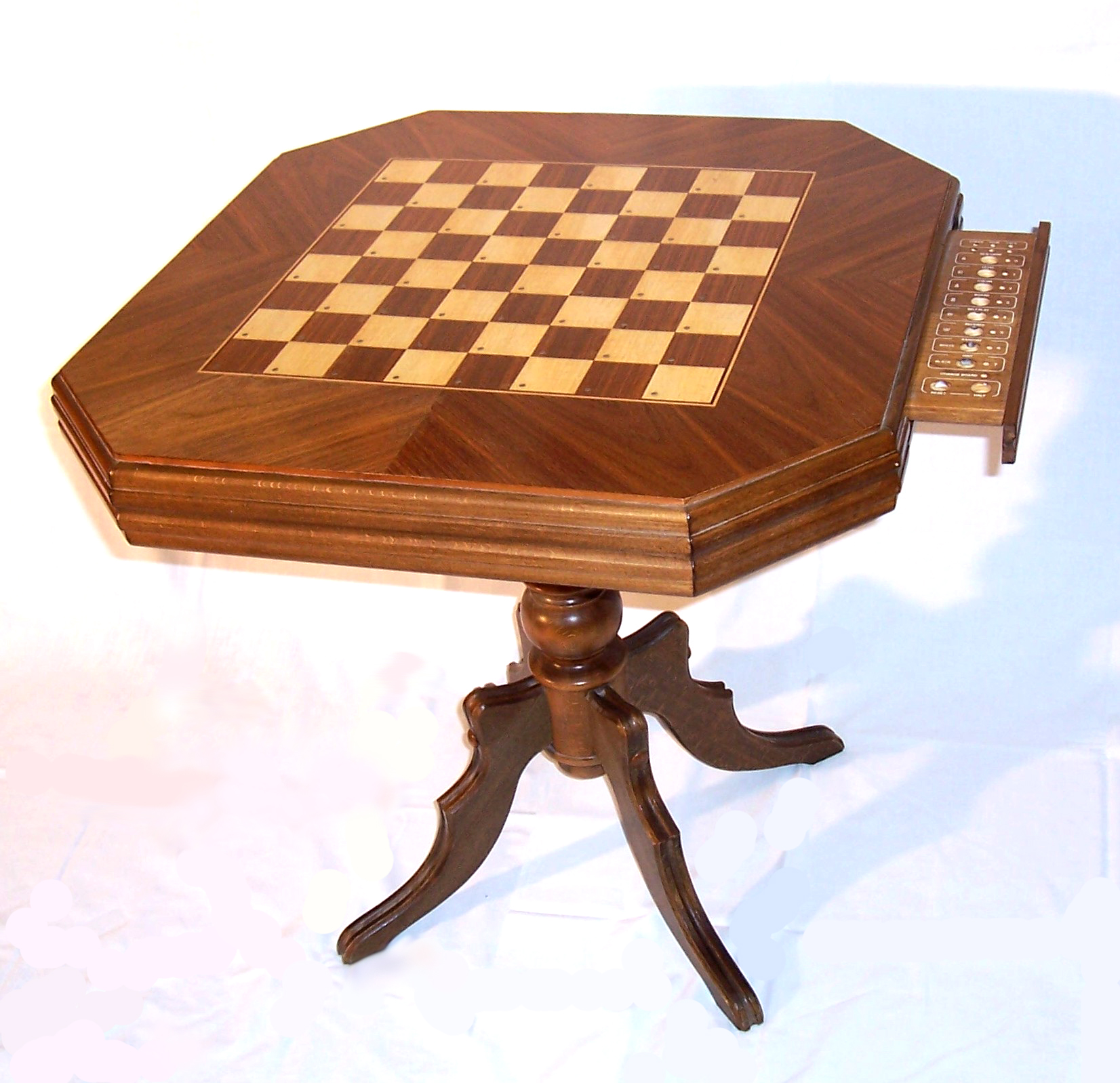
Una taula d'escacs

Una taula d'escacs és un tipus de taula específicament concebuda per acollir una partida d'escacs. Es tracta d'una taula convencional que té integrat un escaquer sobre la superfície superior i també de vegades amb un o diversos calaixos que permeten guardar les peces quan no s'utilitzen.
Les taules d'escacs poden constituir també elements de decoració. En les taules més senzilles, l'escaquer pot estar simplement pintat, però és incrustat o gravat en les taules de més alta gamma. Generalment es fabriquen de fusta sòlida com el palissandre, cedre o caoba, i n'hi ha també de fustes exòtiques.
Jugar als escacs no és l'única funció d'una taula d'escacs, pot servir com una taula habitual. De la mateixa manera, es pot jugar als escacs en un altre lloc diferent a una taula concebuda a aquest efecte.
Es troben taules d'escacs establertes en llocs públics, per exemple, en cafès o en l'exterior, fixades a terra, en els parcs d'algunes ciutats i campus universitaris.